# Sonjas Rückkehr (2006)
Sonjas Rückkehr ist ein Schweizer Spielfilm, der für das Schweizer Fernsehen produziert wurde.

## Handlung (Zusammenfassung)
Für den angeblichen Mord an ihrem Ehemann wurde Sonja Knecht (Melanie Winiger) zu sechs Jahren Gefängnishaft verurteilt. Die erste Szene des Fernsehfilms zeigt, wie sie die Bilder ihres Sohnes von der Pinnwand ihrer Zelle löst und das Gespräch anlässlich ihrer Entlassung auf Bewährung mit der Direktorin und ihrem Bewährungshelfer. Sonja reist in ihr Heimatdorf und kommt in einem Zimmer bei der Arbeitsstelle ihrer Mutter unter. Die 28-Jährige möchte als erstes ihren Sohn wiedersehen, beobachtet ihn unerkannt auf dem Schulhof und erfährt durch seinen Mund: «Mys Mami isch tot» (Meine Mutter ist tot), nachdem ihn Schulkinder weger seiner 'Knastmutter' gehänselt haben. Der Kontakt ist ihr vorerst untersagt; Tim lebt bei ihren Schwiegereltern, denen Sonja ihren damals zweijährigen Sohn anvertraut hat, die Tim aber in dem Glauben ließen, seine Mutter sei tot. Armin und Julia Berger schicken Sonja nach einem Gespräch wieder weg, und Armin beantragt das definitive Sorgerecht für Sonjas Sohn. Daraufhin nimmt sie heimlich Kontakt zu Tim auf, ohne dass dieser erfährt, dass die nette Frau seine Mutter ist. Als Sonja sich ihm gegenüber als sein Mami offenbart, reagiert Tim vollkommen verstört. Armin erreicht, dass seine Schwiegertochter wegen Verstosses gegen die Bewährungsauflagen in eine offene Wohngruppe ziehen muss. Um das Sorgerecht für ihren Sohn zu erhalten, nimmt die junge Mutter mit Stefan, dem einzigen Zeugen aus der Mordnacht, Kontakt auf und bittet ihn, endlich die Wahrheit zuzugeben, dass sie unschuldig sei ... Damit nimmt die Geschichte eine neue Wendung, und Sonja muss sich den Schatten ihrer Vergangenheit stellen.

## Kritiken
„Mit Sonjas Rückkehr ist dem Schweizer Fernsehen ein rührendes, schwungvolles und tief in der Schweizer Mittelland-Mentalität verwurzeltes Melodrama gelungen, das an einem Sonntagabend über 600'000 Zuschauer begeistern konnte. Sowohl Drehbuchschreiber Dave Tucker wie die junge Produktionsfirma HesseGreutert konnten mit diesem Projekt ihren ersten Langspielfilm realisieren, während sich Regisseur Tobias Ineichen schon als Lüthi-und-Blanc-Regisseur, mit dem SF-Film Dilemma und dem Tatort Schneetreiben einen Namen gemacht hat. Kameramann Felix von Muralt dagegen ist ein Bilder-Profi, der zudem mit dem Kurzfilm Visite médicale eben seine erste Regiearbeit vorgelegt hat. Vor allem aber konnte Melanie Winiger beweisen, dass sie nicht nur schön ist, sondern auch schauspielerisch einiges auf dem Kasten hat. Das Jahr 2006 könnte denn auch glatt zum Melanie-Winiger-Jahr erklärt werden.“

„Eindringlich gespieltes (Fernseh-)Drama mit kriminalistischem Einschlag, das zwar nicht frei von Klischees ist, die Geschichte einer Mutterliebe aber nachvollziehbar und publikumswirksam erzählt.“

## Hintergrund
Der Fernsehfilm wurde von der in Zürich ansässigen Hesse Greutert Film AG produziert; die Produktionsarbeiten für den Fernsehfilms endeten im April 2006. Die Erstaufführung erfolgte am 30. Oktober 2006 am 12e Cinéma Tout Écran – Festival international du cinéma et de télévision, Competition in Genf und in der Deutschschweiz anlässlich der 42. Solothurner Filmtage am 22. Januar 2007. Im Schweizer Fernsehen ausgestrahlt wurde Sonjas Rückkehr letztmals am 8. Oktober 2014 um 20:05 Uhr auf SRF 2.

## Auszeichnungen
- 2006: Festival Tous Ecrans, Genéve, Prix Swissperform pour le meilleur film de télévision suisse 2006[3]

## Veröffentlichungen
- Sonjas Rückkehr ist beim Schweizer Fernsehen in Schweizerdeutsch mit Untertiteln (Hochdeutsch) auf DVD erhältlich.[4]

## Trivia
Marlon Altenburger, Darsteller des achtjährigen Tims, stand in Sonjas Rückkehr zum ersten Mal vor der Kamera.